# Speedwings
 (novembre 2022).
 (novembre 2022).
Si vous disposez d'ouvrages ou d'articles de référence ou si vous connaissez des sites web de qualité traitant du thème abordé ici, merci de compléter l'article en donnant les références utiles à sa vérifiabilité et en les liant à la section « Notes et références ».

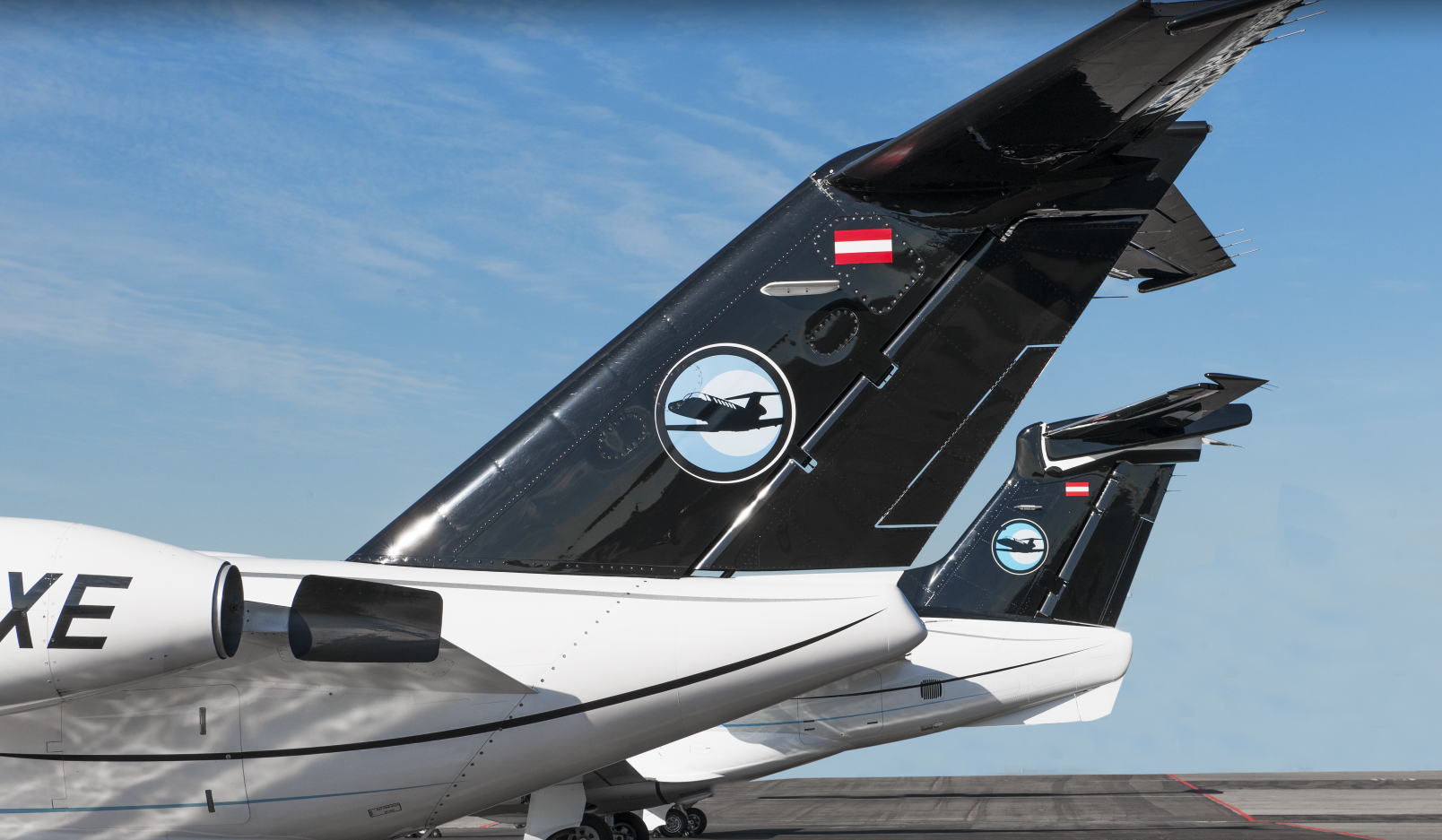
CJ2 OE-FXE et Phenom 300 OE-GDP.

Speedwings Business SA est une compagnie aérienne suisse fondée en 2006. Ses bureaux sont situés à Genève, en Suisse, et à Vienne, en Autriche. Sa flotte compte 8 appareils : deux CJ2, trois Phenom 300, un Citation Excel, un Citation Bravo et un Citation V Ultra. En 2018, la compagnie a effectué 2 700 h de vol et transporté 5 000 passagers. Sa dernière acquisition est un Phenom 300 neuf, livré au dernier trimestre 2015. La compagnie est également active dans l'Aircraft Management, avec 2 appareils en gestion.
La compagnie compte 32[Combien ?] pilotes engagés à plein temps.
Les opérations basées à Genève répondent à toute demande d'affrètement 24/24 et 7/7.
Détail de la flotte (Février 2019) :
- CJ2 OE-FXE de 2001 remis à neuf en 2011, cabine de 6+1 sièges
- CJ2+ OE-FXM de 2007 remis à neuf en 2017, cabine de 7+1 sièges
- Phenom 300 OE-GDP de 2011, cabine de 7 sièges
- Phenom 300 OE-GPL de 2012, cabine de 7+1 sièges
- Phenom 300 OE-GDF de 2015, cabine de 8+1 sièges
- Citation Excel OE-GXL de 2001, remis à neuf en 2013, cabine de 8+1 sièges
- Citation Bravo OE-GCH de 2002, remis à neuf en 2018, cabine de 7+1 sièges
- Citation V Ultra HB-VNA de 1994, remis à neuf en 2012, cabine de 8+1 sièges